# George Smathers
George Smathers (Atlantic City, 1913. november 14. – Miami Beach, 2007. január 20.) az Amerikai Egyesült Államok szenátora (Florida, 1951–1969).